# بانو میشیل
بانو میشیل (به کره‌ای: 미실) ( زاده: ۵۴۸/۵۴۶~۶۱۲ میلادی )، از اشراف قدرتمند شیلا بود. به گفته هوارنگ ساگی، او صیغه چندین پادشاه و برادر و افسران ارتش و افراد زیادی بود و به همراه عمه‌اش ملکه سادو، نقش مهمی در خلع پادشاه جینجی ایفا کردند. با این حال این سؤال مطرح شده است که آیا میشیل واقعاً یک شخصیت تاریخی بوده است، زیرا او فقط در هوارانگ ساگی ذکر شده است، و نه در متون تاریخی سامگوک ساگی یا سامگوک یوسا.

## اصل نصب
بر اساس هوارانگ سِگی، میشیل دختر ارباب میجین بو و بانو میودو و خواهر ملکه مادر سادو بود. ملکه سادو همسر پادشاه جین هیونگ از شیلا به حساب می آمد. مادر بزرگ پدری اش شاهزاده خانم سام یوپ نام داشت که دختر پادشاه بوپ هیونگ بود. به دلیل اصل و نسبش، میشیل عضوی از جینگول یا طبقه خون حقیقی اشرافی به حساب می آمد.
او از طرف مادری به طائفه ته ون شین تونگ تعلق داشت که از لحاظ لغوی معنی جانشین آسمانی نخستین بزرگ را می دهد. گمان می رود جانشین آسمانی نخستین بزرگ از تبار بومی (bomi) بوده باشد. اما مدارک بدست آمده از دوران سلطنت پادشاه سوجی از شیلا نشان می دهد که بومی (بانو ته ون) در ۸۲ سالگی درگذشته و دفن شده است. بانو ته ون ۱۲ فرزند از چندین پدر مختلف به دنیا آورده بود. به دلیل اشراف زاده بودن وی، نوادگانش با لقب ته ون یا قبیله نخستین بزرگ شناخته می شوند.

## زندگی نامه
میشیل همسر ارباب سجونگ (ششمین مدیر ارشد)، معشوقه ژنرال سول ون (هفتمین مدیر ارشد) و خواهر بزرگتر ارباب میسِنگ (دهمین مدیر ارشد) بود. وی صیغه سه پادشاه متوالی بود: پادشاه جین هیونگ، پادشاه جینجی، و پادشاه جین پیونگ. افسانه ها تصریح می کنند که او با ولیعهد دونگ نیون در یک رابطه عاطفی قرار داشت. پسرانش به یازدهمین و شانزدهمین مدیران ارشد شیلا مبدل گشتند. آنان به ترتیب بوجونگ (از سول ون) و هاجونگ (از سجونگ) نام داشتند
بر اساس هوارانگ سِگی، میشیل پس از درگذشت پادشاه جین هیونگ که پدر پادشاه جینجی بود، صیغه پادشاه جینجی شد. اما پادشاه جینجی علاقه اش را به او از دست داد زیرا عاشق زن دیگری شده بود. ملکه سادو مادر جینجی در مورد تغییر ناگهانی احساسات پسرش و عدم وفای به عهد وی برای انتصاب خواهرش میشیل به عنوان ملکه عصبانی شد.
در نتیجه ملکه سادو با کمک ارباب سجونگ و ژنرال سول ون معشوق های میشیل، در جستجوی جلب حمایت دربار برای عزل پادشاه جینجی برآمد. آنها با پخش شایعاتی مبنی بر اینکه قحطی و شکستی که شیلا از آن رنج می برد به دلیل این است که آسمان ها شیلا را به خاطر داشتن یک پادشاه فاسد رها کرده اند، حمایت مردم را بدست آوردند. نتیجه حذف جینجی از قدرت انتصاب پسر عمویش پادشاه جین پیونگ به عنوان حاکم جدید بود. کیم چونچو نوه جینجی بعدها با عنوان پادشاه مویول به تخت نشست.

## هویت تاریخی
هویت میشیل مورد مناقشه است، زیرا نام او در کتاب های معتبر تاریخی ثبت نشده و هوارانگ ساگی ارزش تاریخی را دارا نمی‌باشد.

## بر اساس هوارانگ سِگی
میشیل دختر لرد میجینبو و لیدی میودو بود. مادربزرگ پدری او پرنسس سامیوپ (دختر شاه بوپ هونگ) بود.
همان طور که گفته شد وی صیغه چند امپراطور بود آنها پادشاه جین هونگ، جینجی و جین پیونگ بودند.
بانو میشیل پس از فوت امپراطور جین هیونگ بزرگ وصیت نامه امپراطور که گفته بود پس از او نوه اش باید جانشین وی شود را عوض کرده و به جای آن شاهزاده جوان معشوقه اش یعنی (شاهزاده گوم ریون) را با تغییر وصیت نامه بر تخت نشاند و دلیل میشیل از این کار این بود که او گوم ریون را شاه و خود ملکه او شود، اما کیم گوم ریون یا همان شاه جینجی زمانی که بر تخت نشست به میشیل علاقه ای نداشت و فرد دیگری را دوست داشت، با این حال پس از عاشق شدن با زن دیگری شاه جینجی علاقه خود را نسبت میشیل از دست داد